# Kaštan v Markvarci
 Kaštan v Markvarci je památný strom v Markvarci u Krajkové (Marklesgrün, Markartsgrün) v okrese Sokolov v Karlovarském kraji. Mimořádně esteticky hodnotný solitérní jírovec maďal (Aesculus hippocastanum) roste v remízku na okraji pole cca 80 m severně od vodárenského objektu na západním okraji osady. Strom má mohutný válcovitý kmen, růžici kořenových náběhů a bohatě vyvinutou až bizarní korunu a patří mezi nejkrásnější jírovce v Čechách. Má měřený obvod kmene 351 cm, výška stromu činí 17,5 m (měření 2010, resp. 2004). Za památný byl strom vyhlášen v roce 2011. Důvod ochrany - esteticky zajímavý strom, významný vzrůstem, dendrologicky cenný taxon. Svým bizarním vzhledem, připomínajícím chobotnici, se řadí mezi nejkrásnější jírovce v Čechách.

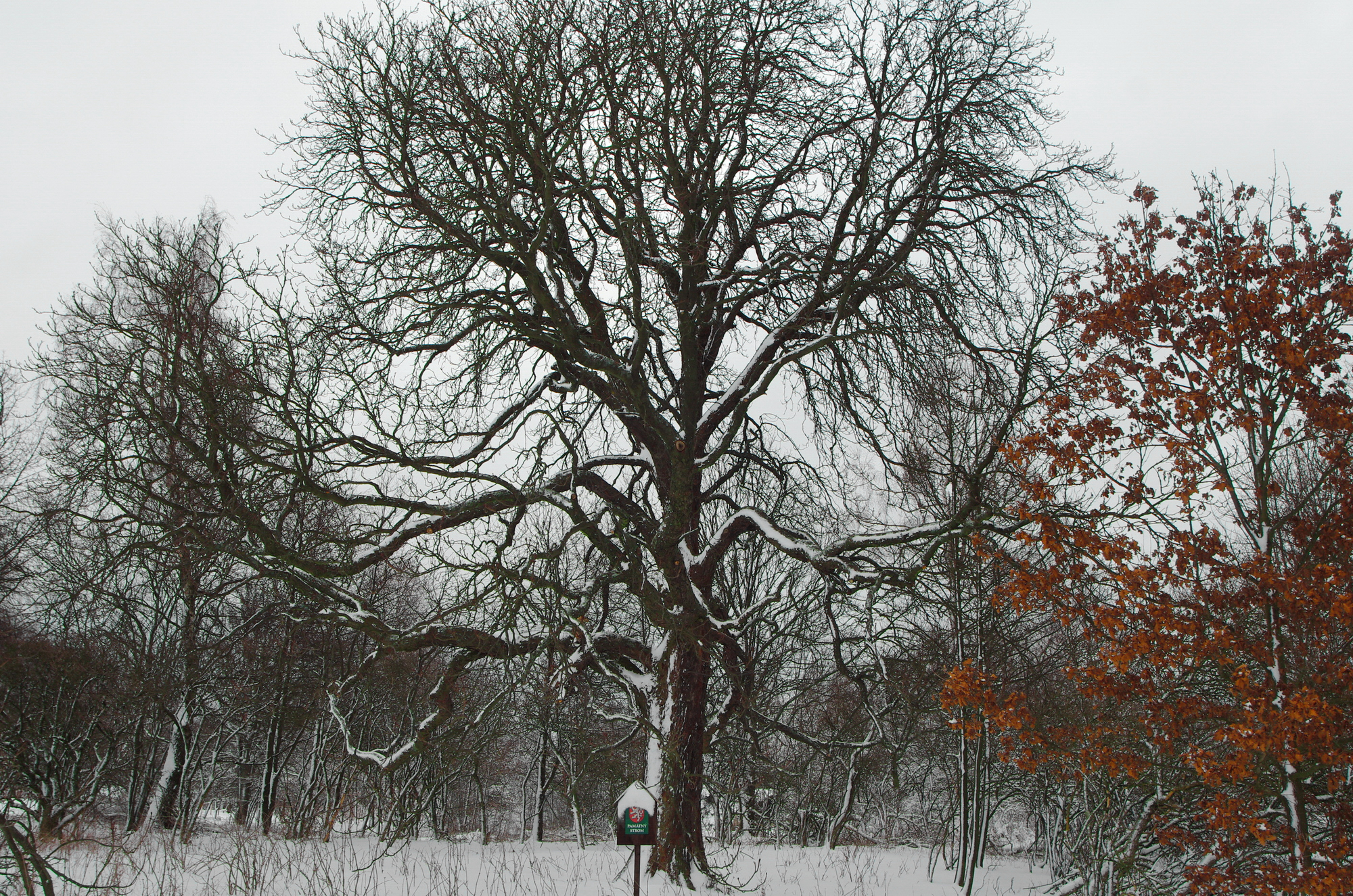
v lednu 2015
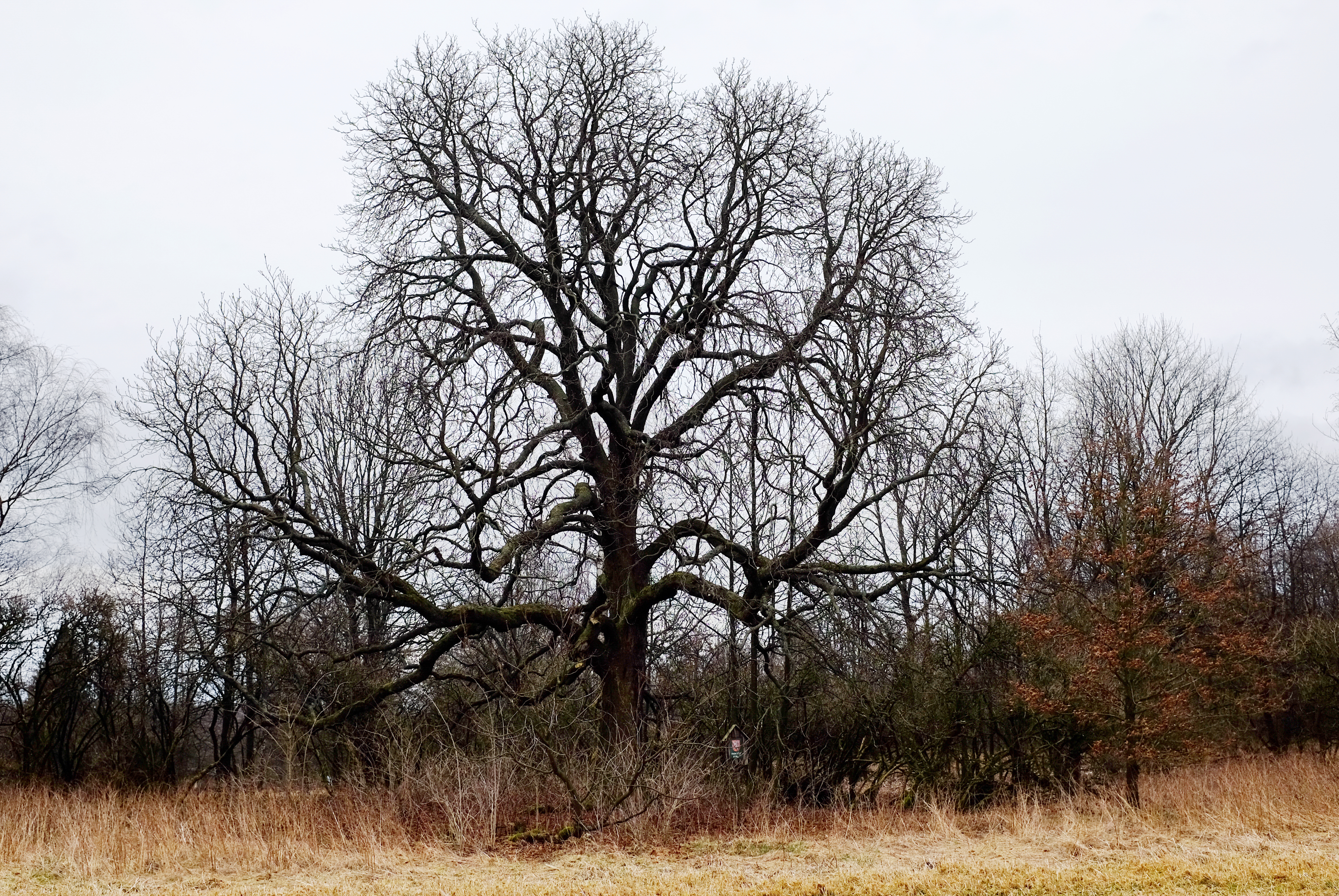
v březnu 2017
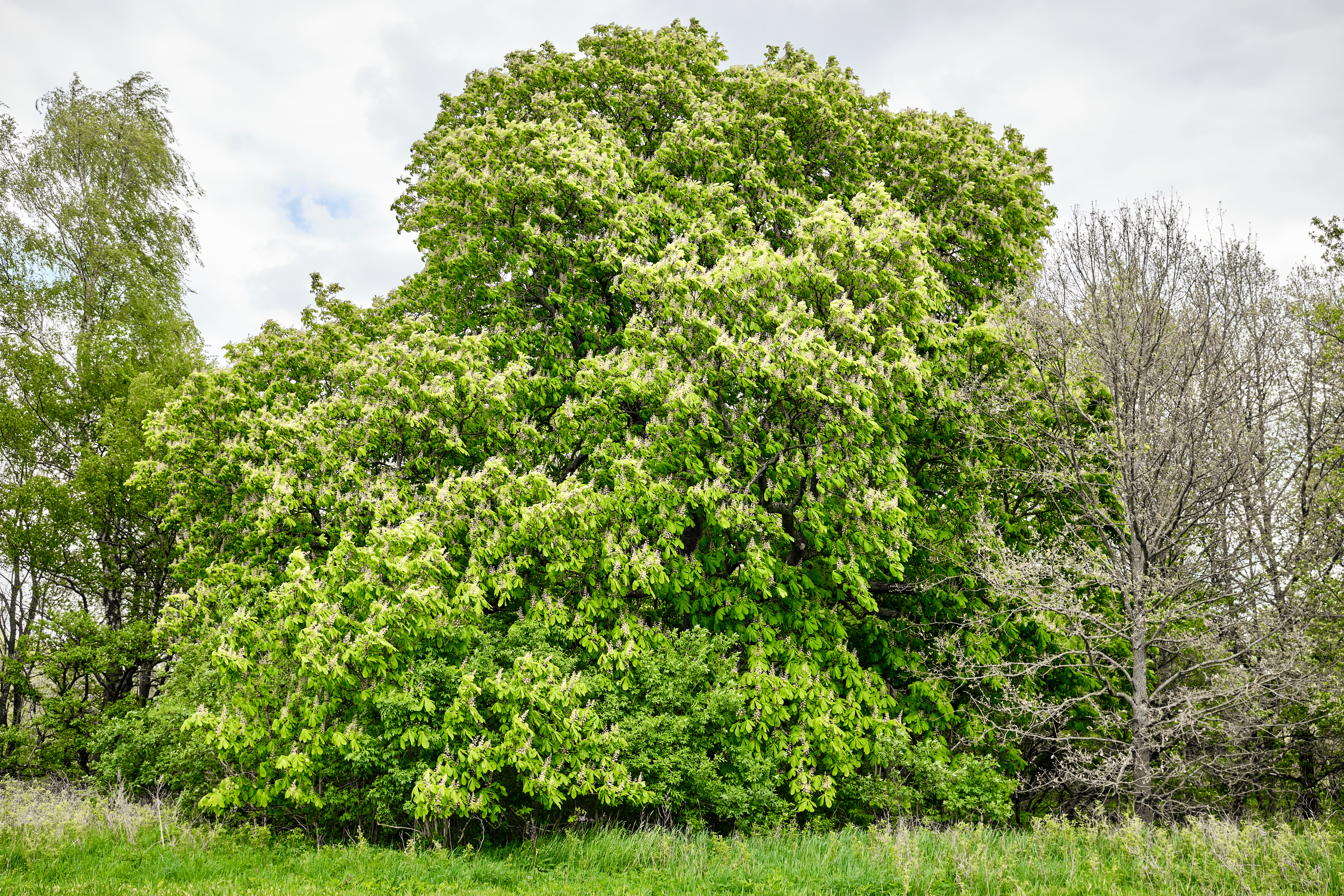
v květnu 2023

## Stromy v okolí
- Klen u Krajkové
- Obecní lípa v Krajkové
- Jilm u Hřeben
- Hřebenské lípy
- Šenbauerův dub
- Dub u hráze